# Gary Scott Thompson
Gary Scott Thompson, né le 7 octobre 1959, est un scénariste et producteur de cinéma et de télévision américain.

## Filmographie

### Comme producteur

#### Cinéma
- 1992 : Killer Instinct (Split Second)
- 2003 : Timecop 2 : La Décision de Berlin

#### Télévision
- 2003 : Las Vegas (série TV)
- 2005 : The WIN Awards (TV)
- 2008 : Le Retour de K 2000 (Knight Rider]) (TV)
- 2015 : Peter Pan

### Comme scénariste

#### Cinéma
- 1987 : The Underachievers
- 1988 : White Ghost
- 1992 : Killer Instinct (Split Second)
- 1999 : Chien de flic 2 (K-911) (vidéo)
- 2000 : Hollow Man
- 2001 : Fast and Furious
- 2003 : 2 Fast 2 Furious
- 2003 : Timecop 2 : La Décision de Berlin
- 2007 : 88 minutes

#### Télévision
- 2014 : Taxi Brooklyn (1 épisode)